# Jan Saenredam
Jan Saenredam (Zaandam, 1565 – Assendelft, 1607) è stato un pittore, incisore e cartografo olandese.
Esponente del manierismo e padre del pittore Pieter Jansz Saenredam, è conosciuto per le sue opere allegoriche ispirate alla mitologia classica e alla Bibbia.